# Elfride Jagersberger
Elfride Jagersberger (* 17. Februar 1919 in Gmunden; † 16. Juli 2017) war eine österreichische franziskanische Missionsschwester in Kolumbien.

## Leben
Franziska Jagersberger schloss in Gmunden die Hauptschule ab und trat im Alter von 15 Jahren in den Frauenorden der Franziskaner-Missionsschwestern in Gaissau in Vorarlberg ein. 1936 legte sie die Gelübde ab, erhielt den Ordensvornamen Elfride, wurde nach Kolumbien entsandt und legte die Lehramtsprüfung für eine Volksschullehrerin ab.
Jagersberger begann 1938 ihre Tätigkeit als Lehrerin in Sincelejo, schloss weiters 1948 ein Studium der Mathematik und Physik ab und unterrichtete damit am Collegio Biffi, einem Schulzentrum in Cartagena. Später war sie Direktorin diverser Schulen und ab 1963 auch Finanzverwalterin beim katholischen Bischof von Cartagena. In ihrer Freizeit zeigte sie ein erstes Engagement für die Armen in Chambacu.
1967, bedingt durch Veränderungen des II. Vatikanischen Konzils, macht Jagersberger nach 31 Ordensjahren den ersten erlaubten Heimatbesuch als Missionsschwester. Da waren ihre Eltern bereits verstorben.
Ab 1967 begann Jagersberger in Cartagena als Bauherrin die Realisierung von Dörfern, wie Membrillal (200 Familien), 1969 das Dorf Arroz Barato, 1977 das Dorf Henequen am Müllplatz, dabei Gründung einer Müllkooperative für 300 Arbeiterinnen und Gründung einer Plastikrecyclingfirma, und 1981 das Dorf Policarpa am Rande des Industriegebietes (350 Familien).
Von 1993 bis 1998 studierte Jagersberger erneut, diesmal Theologie, und schloss ihr Studium mit 74 Jahren mit der Diplomarbeit Immer einen Schritt vorwärts! – Entstehung und Entwicklung einer armen Gemeinde ab. Zeitgleich erreichte 1995 eine neue Flüchtlingswelle Cartagena, die Vertriebenen siedelten sich in der Nähe ihrer Dörfer an und nannten ihre Siedlung Nelson Mandela, und Jagersberger realisiert dort Kindergärten, Volksschule, Hauptschule und Mittelschule.
Im Jahre 2000 wurde ihre Klostergründung in Arroz Barato zusammen mit fünf einheimischen Schwestern kirchlich anerkannt.

## Filmographie
- 2009: Gottes Bauherrin: Sr. Elfride Jagersberger im Portrait, FeierAbend, ORF 2, 13. April 2009.[3]
- 2009: Zum 90. Geburtstag besuchte Sr. Elfride Jagersberger Oberösterreich Online youtube.com 2:41min

## Auszeichnungen
- 1994: Goldenes Ehrenzeichen der Republik Österreich[4]
- 1996: Frau des Jahres in Kolumbien
- 1999: Eduard-Ploier-Preis
- 2001: Ehrenbürgerin von Cartagena